# Eurytromma pictulum
Eurytromma pictulus – gatunek kosarza z podrzędu Laniatores i rodziny Podoctidae. Jedyny znany przedstawiciel monotypowego rodzaju Eurytromma.

## Występowanie
Gatunek endemiczny dla Cejlonu.